# Campionato mondiale di hockey su ghiaccio - Quarta Divisione 2023
Il Campionato mondiale di hockey su ghiaccio - Quarta Divisione 2023 è stato un torneo di hockey su ghiaccio organizzato dall'International Ice Hockey Federation.

Il torneo si è svolto a Ulan Bator, in Mongolia, dal 23 al 26 marzo 2023, dopo che l'ospitante originario, il Kuwait, aveva rinunciato all'organizzazione dell'evento.

## Partecipanti
| Nazionale | Qualificazione                                     |
| --------- | -------------------------------------------------- |
| Kuwait    | Quinto nella Quarta Divisione del 2022.            |
| Filippine | Prima partecipazione al torneo, ritirate nel 2022. |
| Mongolia  | Ospitante, prima partecipazione dal 2013.          |
| Indonesia | Prima partecipazione al torneo.                    |

## Classifica
| Pos | Squadra      | G | V | VS | PS | P | GF | GS | DG  | Pt | Promozione o retrocessione    |
| --- | ------------ | - | - | -- | -- | - | -- | -- | --- | -- | ----------------------------- |
| 1   | Filippine    | 3 | 2 | 1  | 0  | 0 | 35 | 6  | +29 | 8  | Promossa in Terza Divisione B |
| 2   | Mongolia (H) | 3 | 2 | 0  | 1  | 0 | 19 | 8  | +11 | 7  |                               |
| 3   | Kuwait       | 3 | 1 | 0  | 0  | 2 | 4  | 24 | −20 | 3  |                               |
| 4   | Indonesia    | 3 | 0 | 0  | 0  | 3 | 3  | 23 | −20 | 0  |                               |

### Risultati
| Ulan Bator 23 marzo 2023, ore 14:00 UTC+8 | Filippine | 14 – 0 (4-0, 6-0, 4-0) referto | Indonesia | Steppe Arena (700 spett.) |

| Ulan Bator 23 marzo 2023, ore 18:00 UTC+8 | Kuwait | 0 – 8 (0-4, 0-0, 0-4) referto | Mongolia | Steppe Arena (3075 spett.) |

| Ulan Bator 25 marzo 2023, ore 14:00 UTC+8 | Indonesia | 2 – 4 (1-0, 1-1, 0-3) referto | Kuwait | Steppe Arena (375 spett.) |

| Ulan Bator 25 marzo 2023, ore 18:00 UTC+8 | Filippine | 7 – 6 (d.t.s.) (3-0, 0-3, 3-3, 1-0) referto | Mongolia | Steppe Arena (3267 spett.) |

| Ulan Bator 26 marzo 2023, ore 14:00 UTC+8 | Kuwait | 0 – 14 (0-1, 0-4, 0-9) referto | Filippine | Steppe Arena (803 spett.) |

| Ulan Bator 26 marzo 2023, ore 18:00 UTC+8 | Mongolia | 5 – 1 (3-0, 0-0, 2-1) referto | Indonesia | Steppe Arena (2843 spett.) |